# Няндома
Ня́ндома — город (с 1939 года) в Архангельской области России. Административный центр Няндомского района и Няндомского городского поселения. Население города — 18 146 человек (2023).
Железнодорожная станция Северной железной дороги на ветке Коноша — Архангельск, в 342 км к югу от Архангельска, в 790 км от Москвы.

## Этимология
Своё название поселение получило от одноимённой реки Няндома. Гидроним же имеет финно-угорское происхождение и имеет типичное северное название с окончанием -ома (например Андома, Пертома).

## География
Город Няндома находится на юго-западе Архангельской области. Город расположен на территории Няндомской возвышенности (примерно 220 метров над уровнем моря).
С 2006 года Няндома является не только райцентром, но и административным центром МО «Няндомское». Город официально не поделён на районы, но в просторечии можно часто услышать такие как «Фабричный микрорайон», «Киевская», «Старый район», «Новый район», «22-й район (B22 или ST22) или Д-22», «Пятый двор (дворик)», посёлок «Каменный», посёлок «203», посёлок «Мира», «ЦРМ», посёлок «Уксусный», посёлок «Тульская», «микрорайон Каргополь-2», посёлок «Таншай», Пятый посёлок и другие.
Животный мир
В окрестных лесах водятся кабаны, бурые медведи, лоси, лисы, волки, зайцы, бобры, белки, ежи, утки, гуси, рябчики, глухари, вальдшнепы. В самом городе обитают такие птицы, как голуби, снегири, вороны, воробьи, трясогузки, сарычи и другие.

## История
Появление населённого пункта с названием Няндома связано с началом строительства в 1894 году узкоколейной железной дороги «Вологда — Архангельск», осуществлявшегося акционерным обществом Московско-Ярославской железной дороги. В 1895 году, при закладке станции, были построены «жилой дом», времянки, землянки. В ходе работ вырубался лес, расчищалось место под дальнейшие застройки.
Относительно происхождения названия Няндома существует несколько версий:
- от финно-угорского «няндома» — богатая земля,
- от саамского «няммдэявр» — приклеенные озёра,
- от карельского «мяндама» — сосновая местность,
- до начала строительства железной дороги на этом месте был постоялый двор, хозяина которого звали Нян. Прибывавшие гости спрашивали хозяйку "Нян дома?", на что она отвечала "Нян дома, Нян дома".

Относительно происхождения прозвища «мамоны» (так неформально называют городских жителей) также существует несколько версий:
- строительство участка железной дороги, что проходит через Няндому, в своё время курировал известный русский промышленник Савва Мамонтов, а работников под его началом прозывали «мамоновы люди» или просто «мамоны»,
- от эстонского «maa moonid» — земля маков,
- от еврейского «мамона» — пожитки, богатство,
- от русского (диалект.) «мамон» — брюхо, обжора,
- от тюркского «мамун» — скромный, кроткий.

Осенью 1895 года были уложены первые рельсовые пути, сделана закладка вокзала и церкви. Регулярное движение поездов по линии «Вологда — Архангельск» открылось в 1898 году.
Телефонной связи в конце XIX века здесь не было, единственным средством связи был телеграф. Поезда отправлялись по поездным телеграммам, которые вручались под расписку главному кондуктору и машинисту паровоза.
В конце XIX века здесь был построен православный храм в честь Зосимы и Савватия, 21 января 1902 года её освятил благочинный священник Павел Казанский (отец святого митрополита Петроградского Вениамина, расстрелянного большевиками в 1922 г.). Зосимо-Савватиевская церковь была девятым приходом в благочинии, центром которого являлся Нименский погост (ныне Андреевская администрация Няндомского района). Служба в этом храме прервалась в марте 1928 года.
В 1905 году в Няндоме было 28 домов и проживало около 1000 постоянных и 300 временных рабочих. В посёлке работало паровозное депо на пять стойл, с кузницей и механической мастерской. По железной дороге ходило несколько маломощных паровозов немецкого производства. Средняя скорость движения поездов не превышала 16 км/ч.
В 1909 году на станции появился телефон. В 1910 году в посёлке насчитывалось более ста строений, в том числе около 50 жилых домов, а также почтово-телеграфное отделение, образцовое двухклассное училище, православный храм, четыре бакалейно-мануфактурных лавки, четыре пекарни, булочная, винный погреб, пять чайных с постоялыми дворами, одна чайная с харчевней, две мясные, пивная лавка, отделение магазина швейных машин Зингера. В этом же году в Няндоме произошёл сильнейший пожар, сгорели почти все жилые здания.
20 декабря 1910 года на протяжении 33 верст по Няндомскому тракту была открыта телефонная линия. В 1915—1916 годах началась реконструкция железной дороги Вологда — Архангельск, узкую колею сменила широкая. В связи с этим увеличился штат рабочих и служащих.
До января 1917 года Няндома входила в Андреевскую волость Каргопольского уезда Олонецкой губернии с губернским центром в городе Петрозаводске и уездным — в Каргополе. С января 1917 года по август 1929 года посёлок входил в состав Каргопольского уезда Вологодской губернии.
В 1922 году при Няндомском депо открылась школа ФЗУ. Сейчас это Няндомский железнодорожный техникум имени Н. И. Щетинина, готовящий кадры для железной дороги.
В 1923 году станция Няндома была объединена с посёлком Шенкурский, в котором проживали крестьяне, торговцы и ремесленники. Объединённый посёлок получил название Няндома. После объединения был избран Поселковый совет.
В 1925 году пристанционный посёлок Няндома был преобразован в рабочий посёлок. В конце марта 1928 года рабочие, собравшись на Церковной площади, подпилили и сняли купола Зосимо-Савватиевской церкви. В перестроенном здании до недавних пор располагался Районный дом детского и юношеского творчества. С августа 1929 года Няндома стала центром Няндомского округа и Няндомского района Северного края. В это время в городе проживало 6500 человек.
В 1937 году после упразднения Северной области, были образованы Вологодская и Архангельская области. Няндомский район в числе других вошёл в состав последней. 19 сентября 1939 году Указом Президиума Верховного Совета РСФСР рабочий посёлок Няндома получил статус города.
В 1963—1965 годах Няндома была центром Няндомского промышленного района.
Общественный пассажирский транспорт появился в Няндоме в 1960 году. В 1965 году в городе было 8 автобусов. В 1968 году здесь появилось телевидение, в 1971 году в квартиры был проведён газ. В 1976 году в Няндоме было открыто Няндомское медицинское училище.
С 2006 года Няндома является административным центром городского поселения МО «Няндомское».
12 февраля 2011 года, из-за аварии на центральной котельной города при 30-градусном морозе, остались без тепла более 7 тысяч человек, что вызвало резонанс на федеральном уровне.

## Население
| 1931    | 1939    | 1959    | 1967    | 1970    | 1979    | 1989    | 1992    | 1996    |
| ------- | ------- | ------- | ------- | ------- | ------- | ------- | ------- | ------- |
| 7300    | ↗14 900 | ↗21 668 | ↗23 000 | ↗23 366 | ↘22 045 | ↗24 826 | ↗25 400 | ↘25 100 |
| 1998    | 2002    | 2003    | 2005    | 2006    | 2007    | 2008    | 2009    | 2010    |
| ↗26 200 | ↘22 619 | ↘22 600 | ↘22 400 | ↘22 100 | ↘21 900 | ↘21 800 | ↘21 590 | ↗22 356 |
| 2011    | 2012    | 2013    | 2014    | 2015    | 2016    | 2017    | 2018    | 2019    |
| ↘22 281 | ↘21 756 | ↘21 332 | ↘21 072 | ↘20 741 | ↘20 395 | ↘20 143 | ↘19 783 | ↘19 416 |
| 2020    | 2021    | 2023    |         |         |         |         |         |         |
| ↘19 149 | ↘18 473 | ↘18 146 |         |         |         |         |         |         |

На 1 января 2025 года по численности населения город находился на 701-м месте из 1124 городов Российской Федерации.
Дополнения к таблице «Численность населения»:
На 01.01.1999  -  25 900 чел.
На 01.01.2022 - 18 656 чел.
Начиная с 1999 года население Няндомы уменьшается. В основном, за счёт миграции населения в ближайшие крупные города (Архангельск, Санкт-Петербург, Вологда, Ярославль и др.) и низкого уровня жизни. Согласно рейтингу Индекса качества городской среды Няндома стала самым неблагоприятным городом Архангельской области (151 балл).
Абсолютное большинство населения — русские (севернорусы), а точнее представители или потомки представителей локальных групп севернорусов, существующих на территории Няндомского района (нименьжане (Нименская/Андреевская волость/сельсовет), мошаки (селение Моша), канакшанцы (селение Канакша), анташинцы (селение Анташиха), воезерцы (селение Воезеро) и другие), переехавшие или родившиеся в городе Няндома.
Национальный состав
По итогам переписи населения 2020 года проживали следующие национальности (национальности менее 0,1 % и другое, см. в сноске к строке «Другие»):
| Национальность | Численность, чел. | Доля     |
| -------------- | ----------------- | -------- |
| Русские        | 17 788            | 96,29 %  |
| Украинцы       | 65                | 0,35 %   |
| Азербайджанцы  | 52                | 0,28 %   |
| Армяне         | 50                | 0,27 %   |
| Цыгане         | 28                | 0,15 %   |
| Белорусы       | 26                | 0,14 %   |
| Другие         | 464               | 2,52 %   |
| Итого          | 18 473            | 100,00 % |

## Говор Няндомы
Коренное население города является носителем севернорусского наречия. Няндомский говор относится к Вологодской группе говоров данного наречия.
Особенности говора следующие: оканье, частое использование частицы "дак" (не надо, дак), частицы "то" (куда бежать-то?, что делать-то?), повторение частицы "да" (посижу да, полежу да) и др. Использование слов древнерусского происхождения(калышка, перстня и др.)

## Герб Няндомы
Герб муниципального образования «Няндомское» утверждён решением муниципального Совета МО «Няндомское» № 34 от 27 апреля 2006 года и внесён в Государственный геральдический регистр под № 2310.
«В серебряном поле на лазоревой (синей, голубой) узкой оконечности (подножии) — три зелёных сосны,
из которых средняя выше и поверх неё внизу — чёрное, украшенное серебром, колесо; сопровождаемые по сторонам двумя таковыми же колесами, наполовину выходящими из краев и стоящими на оконечности».

## Культура
В Няндоме работает несколько культурных учреждений, например:
- Няндомская районная библиотека(работает с 1935 года)
- Музей «Дом Няна»
- МАОУ ДОД «Районный центр дополнительного образования»(до 1 января 2012 года — ДДЮТ)
- МБУК «Няндомский районный Центр Культуры и Спорта» (работает с 1986 года)
- ДК «Заря» (стр-е подразделение МБУК «НРЦКС»)

Выпущен бумажный сборник стихов и песен, в котором есть гимн городу Няндома. Автор стихов — член Международного Союза писателей «Новый Современник» Наталья Алексеевна Исаева, уроженка и жительница Москвы. С этим городом связаны детские воспоминания поэтессы, детство которой прошло именно в Няндоме. Произведение называется «Гимн городу моего детства — Няндоме». В своих пояснениях автор рассказывает о удивительной природе края и реальные бытовые истории.
Временами в город приезжают с концертами артисты отечественной эстрады. Также временами в город приезжает цирк, передвижной зоопарк.
О городе был снят документальный фильм из цикла «Письма из провинции» (телеканал «Культура») и документальный фильм из цикла Ехал Грека... (телеканал «Культура»). Канадское телевидение сняло фильм о ситуации коронавирусной инфекции COVID-19 в Няндоме.

## Наука и образование
Детские сады
- Детский сад № 1 «Василёк»
- Детский сад № 2 «Сказка»
- Детский сад № 3 «Теремок»
- Детский сад № 4 «Огонёк»
- Детский сад № 5 «Светлячок»

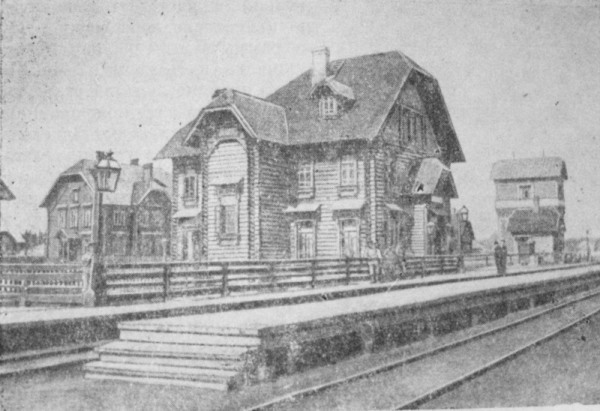
Здание вокзала на станции Няндома (1913 год)

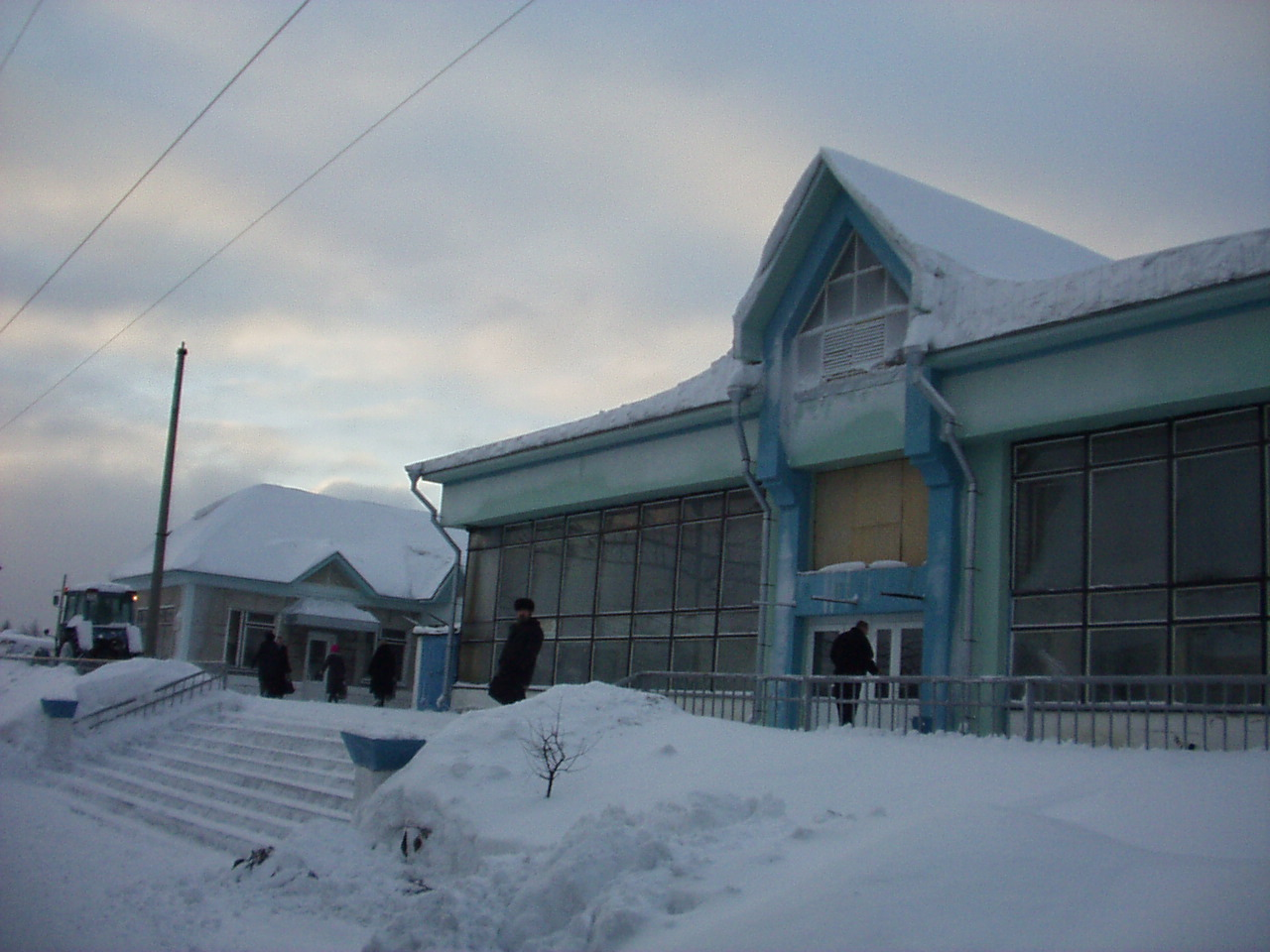
Здание вокзала на станции Няндома (2003 год)

- Детский сад № 6 «Семицветик» (микрорайон Каргополь-2)
- Детский сад № 7 «Солнышко»
- Детский сад № 8 «Звёздочка»
- Детский сад № 9 «Родничок»
- Детский сад № 10 «Улыбка»
- Детский сад № 11 «Золотой ключик»

Школы
- Школа № 1 им. А. С. Пушкина (Пушкинская) (закрыта)
- Средняя общеобразовательная школа № 2
- Средняя общеобразовательная школа № 3 (открыта в 1986 г.)
- Средняя общеобразовательная школа № 4 (микрорайон Каргополь-2)
- Вечерняя (сменная) школа среднего общего образования № 5 (открыта в 1944 г.)
- Средняя общеобразовательная школа № 6 (ранее № 16, 31, ФЗС, Няндомская единая трудовая, двухклассное железнодорожное училище, с 2018 года структурное подразделение СШ № 3)
- Средняя общеобразовательная школа № 7 (ранее № 31)
- Няндомская специальная (коррекционная) общеобразовательная школа - интернат
- Няндомское специальное учебно-воспитательное учреждение (микрорайон Каргополь-2)
- Детская школа искусств (открыта 30 августа 2015 г.)[45].

Училища и техникумы
- Няндомский железнодорожный колледж
- Няндомское медицинское училище (в составе НЖК)
- Филиал Современной гуманитарной академии

Детские дома
- Няндомский детский дом

## Здравоохранение
- Няндомская Центральная Районная больница. В 2009 году Няндомская ЦРБ отметила юбилей — 100 лет со дня основания.
- Центр Здоровья ГБУЗ АО «Няндомская Центральная Районная больница»
- Детская поликлиника.
- ЧУЗ «РЖД-Медицина» г. Няндома
- Медицинский центр «Тонус Плюс»

## Спорт
В Няндоме работает много спортивных секций: по дзюдо, рукопашному бою, футболу, боксу, САМБО. Проводятся турниры по футболу между дворовыми командами.
Летом в городе проводится фотокросс. В мае проводится легкоатлетическая «Майская эстафета».
Каждый год (начиная с 2012) 15 мая в городе проходит общегородская зарядка.

## Религия
- Церковь Зосимы и Савватия Соловецких.[47]
- Церковь священномученика Митрополита Петроградского и Гдовского Вениамина (освящена епископом Архангельским и Холмогорским Тихоном 31.07.1999).[48]
- Храм Воскресения Христова.[49] (микрорайон Каргополь-2)
- Благовидная часовня в честь Смоленской иконы Божьей Матери (Путеводительницы) открытая 10 августа 2015 года на территории эксплуатационного локомотивного депо (освящена епископом Котласским и Вельским Василием 10.08.2015).[50]
- В городе действует православная воскресная школа.[51]
- Старообрядчество.[52]
- Атеизм
- Агностицизм
- Гностицизм
- Церковь евангельских христиан-баптистов (Российский союз евангельских христиан-баптистов).[53]
- Свидетели Иеговы.[54]
- Саентологи.[55][56]
- Буддизм.
- Международное общество сознания Кришны.[57][58]
- Церковь Христиан-Адвентистов Седьмого Дня.
- Римско-католическая Церковь.[59]
- Иудаизм.[60]
- Бахаи.
- Ислам.
- Неоязычество.[61]
- Нью-эйдж.[62][63]
- Сатанизм.[64][65][66]

## Телекоммуникации и СМИ
Газета «Авангард»(до 1965 года — «Лесной рабочий»), которая издаётся с 15 декабря 1929 года, является главной газетой города и района. Выходит 1 раз в неделю (четверг). Также в городе издаётся газета объявлений «КупецЪ». Издаёт свою информационно-рекламную газету "Ракурс 29" рекламное агентство "Ракурс".
Свои газеты издаёт Няндомский железнодорожный колледж(«Молодёжный форум»), школа № 2(«CoolSchool»), школа № 6(«Ровесник»), школа № 7(«Точка над i»).
Проводной интернет доступен в большей части города, провайдеры — Ростелеком и местное ООО Няндомская телерадиовещательная компания, которое также предоставляет услуги кабельного ТВ и городской локальной сети.
Также большой части города доступен Спутниковый интернет, также присутствует Спутниковое телевидение (Триколор, НТВ-Плюс, МТС ТВ, Телекарта).
В черте города принимаются сигналы следующих телеканалов — Первый Канал, Россия 1 / ГТРК Поморье, НТВ, Пятый Канал, Россия К. Радиостанции: «Радио России» / «Радио Поморье» (101.5 FM), «Дорожное радио» (102.7 FM), «Европа Плюс» (103.9 FM).
С 1 января 2019 года на территории Няндомы и Няндомского района произведён переход с аналогового на цифровое телевидение.
Операторы сотовой связи: БиЛайн, МегаФон, МТС, Теле2, Yota, Спутниковая связь, Транкинговая связь, Волоконно-оптическая связь, Радиорелейная связь, Радиосвязь, Сотовая связь, Мобильная радиосвязь.

## Экономика
В городе действуют предприятия железнодорожного транспорта, большое количество предприятий лесной промышленности.
Локомотивное депо Няндома является крупным и очень важным предприятием для района, даже может нести статус градообразующего. В 2016 году в Няндоме отмечалось его 100-летие. На предприятии проходят ТО и ТР тепловозы и электровозы со всей Северной железной дороги, депо является крупнейшим работодателем города и района, а также крупнейшим налогоплательщиком в районный бюджет. В 2009 году в связи с реорганизацией локомотивного хозяйства ОАО «РЖД» локомотивное депо разделено на эксплуатационное локомотивное депо ТЧЭ-13 Няндома и ремонтное локомотивное депо ТЧР-35 Няндома-Северная. С 1 июля 2014 ремонтное локомотивное депо ТЧР-35 перешло под управление ООО ТМХ-Сервис (ООО ЛокоТех-Сервис)
Продукция птицефабрики «Няндома-Бройлер» имела рынки сбыта на всей территории Архангельской области и за некоторыми её пределами. До банкротства на предприятии работала значительная часть населения города.
В Няндоме расположены банки: «Московский Кредитный Банк», «Хоум кредит энд финанс банк», «Севергазбанк», «Сбербанк России», «Почта Банк», «Россельхозбанк», «ОТП Банк»
Гостиницы: «Гостиный Дом», «Отель на Первомайской», «Гостиница Спутник», «Гостиница Ростов», «Гостиница на Советской», «Гостиница мясокомбината», «Комнаты длительного отдыха (КДО) на вокзале станции Няндома».
Микрофинансовые организации: «Ассоциация кредитных потребительских кооперативов Няндома-кредит», «Центрофинанс», «Касса взаимопомощи», «Центр денежной помощи», «Пункт обслуживания CarMoney», «Ростфинанс», «Финансовый оазис», «Ассоциация кредитных потребительских кооперативов <Илма>».
Таксомоторные перевозки: «Яндекс.Такси», «Городская служба такси», «Такси СССР», «Такси Гепард», «Такси Спринт», «Такси для Вас», «Такси Maxi-круг», «Такси Экспресс-люкс».

## Климат
Преобладает умеренно континентальный климат. Среднегодовая температура воздуха — 0,8 °C в 1960−1980 гг. и 1,5 °C в 1980−2000 гг. Относительная влажность воздуха — 79,2 %. Средняя скорость ветра — 2,9 м/с.
| Показатель                           | Янв.  | Фев.  | Март  | Апр.  | Май  | Июнь | Июль | Авг. | Сен.  | Окт.  | Нояб. | Дек.  | Год  |
| ------------------------------------ | ----- | ----- | ----- | ----- | ---- | ---- | ---- | ---- | ----- | ----- | ----- | ----- | ---- |
| Абсолютный максимум, °C              | 4,6   | 4,3   | 11,0  | 25,9  | 29,7 | 33,2 | 33,1 | 31,4 | 27,2  | 20,3  | 8,9   | 8,0   | 33,2 |
| Средний суточный максимум, °C        | −10,5 | −8,6  | −1,9  | 5,4   | 13,0 | 18,4 | 20,9 | 17,8 | 11,5  | 3,8   | −4,1  | −8,1  | 4,9  |
| Средняя температура, °C              | −13,4 | −11,6 | −5,6  | 1,3   | 8,1  | 13,6 | 16,1 | 13,3 | 7,9   | 1,4   | −6,2  | −10,6 | 1,3  |
| Средний суточный минимум, °C         | −17,1 | −15,1 | −9,7  | −3,4  | 2,7  | 8,2  | 11,0 | 8,8  | 4,4   | −1,1  | −8,8  | −13,8 | −2,8 |
| Абсолютный минимум, °C               | −41,9 | −37   | −31,1 | −21,1 | −11  | −3,7 | 0,1  | −2,2 | −11,2 | −18,9 | −30   | −43   | −43  |
| Норма осадков, мм                    | 44    | 42    | 38    | 41    | 59   | 66   | 74   | 89   | 80    | 60    | 59    | 46    | 699  |
| Источник: Архив климатических данных |       |       |       |       |      |      |      |      |       |       |       |       |      |

## Достопримечательности
- Памятник — паровоз Эм-723-37.[71]
- Церковь Зосимы и Савватия Соловецких.[72]
- Памятник — обелиск воинам-землякам, погибшим в годы Великой Отечественной войны.[73]

## Известные земляки и уроженцы
- Николай Михайлович Рубцов — (3 января 1936, село Емецк, Северный край — 19 января 1971, Вологда) — русский лирический поэт. В 1937 году переехал вместе со своей большой семьёй в Няндому и жили по адресу улица Советская, 1а[74]. В 1939—1940 годах отец Рубцова Михаил Андрианович работал начальником Няндомского горпо. В январе 1941 года Михаил Рубцов выбыл из Няндомы в Вологодский горком партии.
- Матвеев, Николай Михайлович — (12 мая 1939, ст. Няндома, Архангельская область, РСФСР, СССР — 19 декабря 2016, Самара, Российская Федерация) — советский и российский биолог, ботаник и эколог, один из создателей отечественной аллелопатии растений.
- Владимир Иванович Зарубин[75] — (24 августа 1950) — декан факультета управления,  профессор кафедры менеджмента и региональной экономики,  доктор экономических наук, профессор Майкопского государственного технологического университета.
- Олег Александрович Бороздин — (7 октября 1929, Няндома, Северный край, СССР — 24 апреля 2016 , Вологда, Российская Федерация) — советский и российский живописец, заслуженный художник Российской Федерации.
- Дмитрий Алексеевич Ушаков[76] — (15 сентября 1932, станция Шожма, Няндомский район - 29 января 2011, Москва) — северный русский поэт.
- Патарушин Александр Григорьевич[77] — (28 ноября 1913, Няндома — 26 февраля 2011, Няндома) — историк-краевед Северной железной дороги, города Няндома и района.
- Ермолин Борис Васильевич[78] — (27 апреля 1941, деревня Сергоручей, Няндомского района — 25 ноября 2021, Архангельск) — кандидат географических наук, доцент, почетный работник высшего профессионального образования Российской Федерации, почетный член Архангельского Центра Русского географического общества, профессор, ветеран и член совета ветеранов Северного (Арктического) федерального университета имени М.В. Ломоносова (г. Архангельск), лауреат премий Ломоносовского фонда и имени М.В. Ломоносова администрации Архангельской области и мэрии  Архангельска.